# Giải bóng đá ngoại hạng Iraq 1978-79
Giải bóng đá ngoại hạng Iraq 1978–79 là mùa giải thứ năm của giải đấu kể từ khi thành lập năm 1974. Al-Zawraa giành danh hiệu thứ 3 trong 4 mùa giải, và cũng đoạt chức vô địch Cúp bóng đá Iraq 1978–79 để hoàn tất cú đúp danh hiệu, chiếm ưu thế ở bóng đá Iraq. Mùa giải thứ ba liên tiếp, đội vô địch chưa thua một trận nào. Thành tích của Al-Zawraa là 12 trận, 7 thắng, 5 hòa, 0 thua, ghi 22 bàn,  thủng lưới 5 bàn, hiệu số bàn thắng +17 và 19 điểm.

## Thay đổi tên gọi
- Al-Iktisad đổi tên thành Al-Tijara.

## Bảng xếp hạng
| Vị thứ | Đội bóng      | St | Đ  |
| 1      | Al-Zawraa (C) | 12 | 19 |
| 2      | Al-Shorta     | 12 | 15 |
| 3      | Al-Talaba     | 12 | 15 |
| 4      | Al-Minaa      | 12 | 15 |
| 5      | Al-Tayaran    | 12 | 15 |
| 6      | Al-Jaish      | 12 | 13 |
| 7      | Al-Sinaa      | 12 | 13 |
| 8      | Al-Shabab     | 12 | 11 |
| 9      | Al-Tijara     | 12 | 11 |
| 10     | Al-Amana      | 12 | 11 |
| 11     | Salahaddin    | 12 | 8  |
| 12     | Al-Ittihad    | 12 | 7  |
| 13     | Al-Thawra     | 12 | 3  |

|  | Xuống hạng Iraq Division 1 |

## Vua phá lưới
| Vị thứ | Cầu thủ        | Bàn thắng | Đội bóng  |
| ------ | -------------- | --------- | --------- |
| 1      | Falah Hassan   | 7         | Al-Zawraa |
| 2      | Hussein Saeed  | 6         | Al-Talaba |
| 3      | Haris Mohammed | 5         | Al-Talaba |